# شهرستان کارون
شهرستان کارون () یکی از شهرستان‌های استان خوزستان، واقع در جنوب شهرستان اهواز می‌باشد. مرکز این شهرستان، شهر کوت عبدالله می‌باشد.
این منطقه در تاریخ ۶ دی ۱۳۹۱ از جنوب شهرستان اهواز جدا، و به‌عنوان یک شهرستان با هویتی جدید به نام «کارون»، تصویب شد.

## موقعیت جغرافیایی
شهرستان کارون از شمال، شرق و غرب با شهرستان اهواز و از جنوب با شهرستان شادگان همسایه است.

## پیشینه تقسیم‌بندی
این منطقه با تصویب هیئت دولت، از شهرستان اهواز جدا، و تبدیل به یک شهرستان جدید شد. محلهٔ کوت عبدالله و روستاهای اطراف آن، که همواره از آنها به عنوان پیرامون اهواز یاد می‌شد، به شهرهایی با هویت در استان خوزستان تبدیل شدند.
پس از به تصویب رسیدن رای هیئت دولت در سفر به خوزستان، سید شریف حسینی، نماینده مردم اهواز و باوی در مجلس شورای اسلامی نسبت به این رای دولت اعتراض کرد. شریف حسینی در سخنرانی اش در مجلس شورای اسلامی گفت که متأسفانه در اقدامی عجولانه، غیرکارشناسی و غیرتخصصی، منطقه کوت عبدالله به شهرستان تبدیل شده است. نماینده مردم اهواز در مجلس این عمل را مطالبه و خواست مردم کوت عبدالله ندانست و گفت این تصمیم مورد تأیید مردم کوت عبدالله نیست.
بخشی از امکانات و تأسیسات شرکت نفت  ازجمله دانشگاه صنعت نفت و محله کانتکس و استیشن، در این منطقه قرار دارند. پل ششم اهواز (پل صنایع فولاد)، همچون مرزی میان کلان‌شهر اهواز و شهرستان کارون ایفای نقش می‌کند.

## تقسیم‌بندی کشوری
شهرستان کارون دارای ۲ بخش، ۴ دهستان و ۱ شهر به شرح زیر است:

### شهرستان کارون
| بخش   | مرکز بخش    | جمعیت بخش ۱۳۹۵ | نام دهستان  | مرکز دهستان | جمعیت دهستان ۱۳۹۵ | شهر              | جمعیت شهر ۱۳۹۵   |
| ----- | ----------- | -------------- | ----------- | ----------- | ----------------- | ---------------- | ---------------- |
| مرکزی | کوت عبدالله | ۸۲٬۶۹۲ نفر     | کوت عبدالله | مظفریه      | ۱۴٬۷۹۹ نفر        | کوت عبدالله      | ۵۶٬۲۵۲ نفر       |
| مرکزی | کوت عبدالله | ۸۲٬۶۹۲ نفر     | قلعه چنعان  | العقدا      | ۱۱٬۴۶۱ نفر        | کوت عبدالله      | ۵۶٬۲۵۲ نفر       |
| سویسه | ابوناگه     | ۲۳٬۱۸۰ نفر     | موران       | بهر         | ۱۱٬۷۲۹ نفر        | **************** | **************** |
| سویسه | ابوناگه     | ۲۳٬۱۸۰ نفر     | سویسه       | ابوناگه     | ۱۱٬۴۵۱ نفر        | **************** | **************** |

## جمعیت
بر پایه سرشماری عمومی نفوس و مسکن در سال ۱۳۹۵، جمعیت شهرستان کارون برابر با ۱۰۵٬۸۷۲ نفر بوده است.